# Samuel Strouk
Samuel Strouk, né en 1980, est un guitariste, compositeur, arrangeur musical, directeur artistique, programmateur et réalisateur artistique français.

## Parcours
Diplômé du Conservatoire national de région de Paris en guitare classique et en musique de chambre du Conservatoire national de région de Montpellier, le compositeur et guitariste Samuel Strouk est joué par de nombreux orchestres symphoniques français et étrangers tels que l'Orchestre National d'Ile-de-France, L'Orchestre National de Bretagne ou le Tchaïkovsky Symphony Orchestra.
Samuel Strouk collabore avec des solistes issus d'une grande variété de styles : Boris Andrianov, Dimitri Illarionov, Biréli Lagrène, André Ceccarelli, Svetlin Roussev, Vincent Peirani, François Salque, Alexander Abreu ou Rolando Luna.
Il participe à des musiques de films, met en musique des spectacles et dispense des masterclasses. Il est l'invité de Columbia College Chicago pour les Artists in Residence Series, 2011 et 2013.
Daniel Mille lui a confié les arrangements, la direction musicale et la réalisation de son album Cierra tus ojos dédié à Astor Piazzolla sorti en novembre 2014 chez Sony Music Entertainment - Sony Masterworks,.
En 2015, Samuel Strouk compose le double concerto pour accordéon, violoncelle et orchestre Le Rêve de Maya avec Vincent Peirani, François Salque et l'Orchestre de Chambre Nouvelle Aquitaine dirigé par Jean-François Heisser. Le double concerto est créé en mai 2016 au TAP de Poitiers puis rejoué à l'auditorium de La Seine musicale à Paris en novembre 2017.
Son premier album à son nom Silent Walk sort en octobre 2017. Pour ce projet entre classique et jazz, Samuel Strouk joue en quintet avec Vincent Peirani (accordéon), François Salque (violoncelle), Diego imbert (contrebasse) et Florent Puijila (clarinette basse). Le concert de sortie d'album au Café de la Danse est retransmis en direct sur TSF Jazz.
L'Orchestre symphonique de Bretagne lui commande en 2017, un concerto pour guitare et orchestre dans le cadre de l'année France Colombie. La pièce Égalité inspirée du poème du même nom de José Asunción Silva est créée à l'Opéra de Rennes les 2 et 3 novembre 2017.
Samuel Strouk est réalisateur et directeur musical du projet Trintignant Mille Piazzolla mêlant les mots de Robert Desnos, Jacques Prévert ou de Boris Vian aux arrangements réalisés pour l'album de Daniel Mille Cierra tu ojos. Ce projet interprété à la Salle Pleyel en mars 2017 est enregistré à la Maison de la Radio (Paris) en janvier 2018 en vue d'une émission sur France Culture et d'un album live chez Sony Music Masterworks.
France Culture lui confie en 2018 l'adaptation musicale de la Question sans réponse de Leonard Bernstein, six conférences dites « Norton lectures » données par le compositeur en 1973 à Harvard. Cette adaptation créée le 1er décembre 2018 au Studio 104 de la Maison de la Radio est incarnée par Lambert Wilson et interprétée par l'Orchestre National de France sous la direction de Didier Benetti.
Depuis 2019, son double concerto Le Rêve de Maya est régulièrement joué à l'étranger : création en Finlande par l'Orchestre de Chambre d'Helsinki à la Philharmonie Musiikkitalo dirigé par lui-même en mai 2019 puis à Moscou en novembre 2019 au Zaryadye Concert Hall dans le cadre du Vivacello, Festival International de Violoncelles, au côté de Krzysztof Penderecki. Le Rêve de Maya est ensuite rejoué de nombreuses fois en Russie, en Sibérie et dans les carrières de Duykinsky dans la région de Vladimir. En 2021, le même festival Vivacello lui commande un double concerto pour violoncelle et guitare en partenariat avec l'Institut Français. Le 9 novembre 2021, le double concerto Elise, mon mirage est créé au Zaryadya Concert Hall dirigé par Dimitri Yablonski interprété par Boris Andrianov, Dimitri Illarionov (en) et l'Orchestre Symphonique Tchaïkovski de la Radio de Moscou.
A l'occasion des 70 ans de la disparition de Django Reinhardt, Samuel Strouk compose Django 70th, en 2023. Une suite symphonique créée au Festival Django Reinhardt, interprétée par Bireli Lagrene, Angelo Debarre, Adrien Moignard, Mathias Guerry, Diego Imbert, André Ceccarelli et l'Orchestre National d'Ile-de-France sous la direction de Samuel Strouk.
En parallèle de ses activités de guitariste, compositeur, arrangeur ou directeur musical Samuel Strouk est le directeur artistique et programmateur de Maisons-Laffitte Jazz Festival depuis 2013.

## Discographie
- 2006 Carhabana Carhabana – Egrem (Guitariste, compositeur, arrangeur)
- 2009 Débora Russ Ensemble – Andares[21] Harmonia Mundi (Guitariste)
- 2011 Yiddish  Album Est  de Vincent Peirani et François Salque - Outhere- Zig Zag (Compositeur)
- 2012 Bande-originale du film Du vent dans mes mollets de Carine Tardieu – Cristal Publishing (Guitariste, Réalisateur musical)
- 2014 Daniel Mille Cierra tus ojos Astor Piazzolla – Sony Music Entertainment- Sony Masterworks (Directeur musical, Arrangeur, Réalisateur)
- 2016 Nouchka et la grande question livre disque de Serena Fisseau, David Sire et Soline Garry - Le Label dans la forêt (Compositeur)

- Coup de cœur Jeune Public automne 2017 de l'Académie Charles-Cros
- 2017 Silent Walk  - Fo Féo et Caroline Records (Compositeur, Guitariste, Réalisateur musical)
- 2019 Loco Cello - Well Done Simone Records et Caroline Records (Compositeur, Guitariste, Réalisateur musical)
- 2021 Nouveaux Mondes - Well Done Simone Records et L'Autre Distribution (Compositeur, Guitariste, Réalisateur musical)
- 2023 Tangorom - Loco Cello Featuring Bireli Lagrène - Well Done Simone Records et L'Autre Distribution (Compositeur, Guitariste, Réalisateur musical)
- 2024 Le rêve de Maya - Ziv Concerto - avec François Salque, Vincent Peirani, Florent Pujuila, L'Orchestre National de Bretagne - Well Done Simone Records et L'Autre Distribution (Compositeur, Direction d'orchestre et Réalisateur musical)